# García Álvarez de Toledo
García Álvarez de Toledo y Osorio, 4e markies van Villafranca del Bierzo en grande van Spanje (Villafranca del Bierzo, 29 augustus 1514 – Napels, 31 mei 1577) was een Spaans militair en staatsman.

## Biografie
García Álvarez de Toledo was de zoon van Pedro Álvarez de Toledo, 2de markies van Villafranca del Bierzo en onderkoning van Napels tussen 1532 en 1553. Zijn moeder was Juana Pimentel. Fernando Álvarez de Toledo, in Nederland bekend als de Hertog van Alva, was een volle neef van García de Toledo.
García Álvarez de Toledo begon zijn militaire carrière onder bevel van Andrea Doria op de galeischepen van Napels. Hij was gezagvoerder van twee schepen. In 1535 bewees hij zichzelf in de gevechten tegen de Ottomanen bij La Goletta, Tunis, Algiers, Sfax, Calibria y Mebredia. Daarna werd hij benoemd tot kapitein-generaal van de vloot van Napels.
Hij nam als kapitein-generaal deel aan een expeditie naar Griekenland. Hij ontving de titel Capitán General del Mar nadat hij in 1544 had gevochten tegen Barbarossa Khair ad Din. Daarna werd hij onderkoning van Catalonië tussen 1558 en 1564. Daarna werd hij benoemd tot de kolonel-generaal van de Napolitaanse infanterie. Ten slotte werd hij benoemd tot onderkoning van Napels in 1564 tot '66.
Als onderkoning van Napels boekte hij zijn grootste overwinningen: de verovering van Peñón de Vélez de la Gomera en zijn aandeel in het Beleg van Malta. Voor die laatste overwinning ontving hij van Filips II van Spanje de titel Hertog van Fernandina en Prins van Montalbán.

## De vrijstelling van Malta
In april 1565 bracht García de Toledo (zoals hij bij de Maltese bevolking wordt genoemd) een bezoek aan Malta. En daar ontving hij van Jean de la Valette, de grootmeester van de Maltezer Orde, het nieuws over het op handen zijnde beleg. Don García liet zijn zoon achter op Malta om bij de belegering te helpen en hij beloofde ook aan De la Valette dat hij een ontzettingsleger zou sturen vanuit Sicilië.
Op 18 mei landde er 40.000 Turken op het eiland. Zij stonden tegenover slecht 600 ridders van de Orde, 3000 Italiaanse en Spaanse troepen en meer dan 7000 Maltese burgers. Er werd verwacht dat García eind juli terug op Malta zou zijn, maar de ridders moesten het zelf oplossen. García arriveerde pas op Malta toen de Turken zich aan het terugtrekken waren op 8 september. Van de 10.000 overgebleven Turken werden er ruim 6.000 die laatste dag nog afgemaakt.
Nadat hij Malta had bezocht na het beleg, en het zien van al het leed, trok hij zich terug uit het openbare leven.

## Huwelijk en kinderen
García trouwde op 5 april 1536 in Napels met Vittoria Colonna. Ze kregen samen zes kinderen:
- Pedro Álvarez de Toledo, 5e markies van Villafranca del Bierzo en grande van Spanje.
- María de Toledo, trouwde met Fadrique Álvarez de Toledo, 4de graaf van Alva
- Juana de Toledo, trouwde met Bernardino Pimentel, 3de markies van Távara
- Leonor Álvarez de Toledo, trouwde met haar neef Pietro de Medici, prins van Toscane
- Ana de Toledo, trouwde met Gómez Davila, 3de markies van Velada.
- Ines de Toledo, trouwde met Juan Pacheco, 2de markies van Cerralbo.

Hij had twee onwettige kinderen:
- Fabrique Álvarez de Toledo, señor de Gaipuli
- Delia de Toledo, werd karmeliet

- Biblioteca Nacional de España: XX1250859
- Catàleg d'autoritats de noms i títols de Catalunya: 981058520066106706
- Gemeinsame Normdatei: 1150726172
- International Standard Name Identifier: 0000 0000 6097 2128
- SNAC: w6ww9g3d
- Système universitaire de documentation: 160258936
- Virtual International Authority File: 87015474
- WorldCat: E39PBJtX8vVhCqvw64Brpx94bd